# Dadín
Dadín (llamada oficialmente San Pedro de Dadín) es una parroquia y un lugar del municipio español de Irijo, en la provincia de Orense, Galicia.

## Organización territorial
La parroquia está formada por ocho entidades de población:

### Entidades de población
Entidades de población que forman parte de la parroquia:
- Bugalleira, formado por la unión de los lugares de:[4]
  - A Bugalleira de Abaixo
  - A Bugalleira de Arriba
- Dadín
- Saavedra
- Seara (A Seara)
- Enfreado (O Enfreado)

### Despoblados
Despoblados que forman parte de la parroquia:
- Condomiña (A Condomiña)

## Demografía

### Parroquia
| Gráfica de evolución demográfica de Dadín (parroquia) entre 2000 y 2022 |
|                                                                         |
| Datos según el nomenclátor publicado por el INE.                        |

### Lugar
| Gráfica de evolución demográfica de Dadín (lugar) entre 2000 y 2022 |
|                                                                     |
| Datos según el nomenclátor publicado por el INE.                    |